# Lek (film)
Lek is een Nederlandse speelfilm uit 2000 geregisseerd door Jean van de Velde. Het scenario dat hij met rechercheur Simon de Waal schreef is geïnspireerd op het boek Sans rancune (1991) van ex-politieman Jan van Daalen en de IRT-affaire. Ook bekend onder de titel Amsterdam Blue.

## Verhaal
Jonge ambitieuze politieagent Eddy Dolstra (Cas Jansen) komt oude bekende Sjakie Boon (Victor Löw) tegen die het heeft gemaakt in het criminele milieu. Dolstra laat zich door Ferdinand de Wit van de CID overhalen om Boon als infiltrant / spijtoptant te runnen. Met behulp van de informatie van Sjaak Boon probeert de politie om de bende criminelen waartoe Boon behoort op te rollen. Alleen mislukt dit steeds op het laatste moment. Vermoedelijk heeft de bende zelf ook een infiltrant. Zowel de criminelen als de politie proberen het lek in hun organisatie op te sporen. Dolstra zit ertussenin en krijgt het steeds moeilijker.

## Hoofdrollen
| Acteur                   | Personage               |
| ------------------------ | ----------------------- |
| Cas Jansen               | Eddy Dolstra            |
| Ricky Koole              | Ria de Boer             |
| Thomas Acda              | Franco                  |
| Victor Löw               | Sjakie Boon / Jack      |
| Gijs Scholten van Aschat | Ferdinand de Wit        |
| Daniël Boissevain        | Wout                    |
| Willem de Wolf           | Murph                   |
| Ton Kas                  | Ben Haverman            |
| Lou Landré               | Berg                    |
| Jacob Derwig             | Patrick                 |
| Loes Wouterson           | Wachtcommandant         |
| Saskia Temmink           | Partner Bijl            |
| Jacqueline Blom          | Gynaecologe             |
| Jasper van Overbruggen   | Co-assistent            |
| Jacques Luijer           | Man in de politiebureau |
| Jack Monkau              | Bijl                    |
| Kees Boot                | Agent Kees              |
| Mohammed Azaay           | Agent Suat              |
| Rob Bartels              | Agent                   |
| Ad Knippels              | Agent Erik              |
| Ben Ramakers             | Agent Henk              |
| Angelique de Bruijne     | Vrouw Jack              |
| Ian Bok                  | Vorrink 1               |
| Horace Cohen             | Vorrink 2               |
| André Arend van de Noord | Joegoslaaf              |
| Micha Hulshof            | Joegoslaaf              |
| Lukas Dijkema            | Havenmeester            |
| Gerda Cronie             | Sabine Kluge            |
| Willem Drieling          | Bloemenverkoper         |
| Ling Hu                  | Loempiaverkoopster      |
| Tamer Avkapan            | Shoarmaverkoper         |
| Dennis de Getrouwe       | Neefje Jack 1           |
| Armin Tashakoer          | Neefje Jack 2           |
| Michiel Nooter           | Eigenaar Nachtclub      |
| Winston Rodriguez        | Jongen bij Lamborghini  |
| Eddygun                  | Jongen bij Lamborghini  |
| Iwan Vogelland           | Jongen bij Lamborghini  |
| Lisa Portengen           | Meisje bij Lamborghini  |
| Simon de Waal            | Crimineel               |

## Prijzen
- Gouden Kalf voor beste acteur (Victor Löw), beste regie, beste film en beste scenario.
- Nominatie Gouden Kalf voor beste actrice (Ricky Koole).

## Trivia
- De opnameperioden waren van 3 tot 28 april en 19 november tot 23 december 1999. Tussen deze perioden werd ook het eerste seizoen van All Stars opgenomen door Jean van de Velde. Veel dezelfde acteurs spelen in beide producties.